# Arapaçu-de-rondônia
Trepa-troncos-de-cabeça-parda ou arapaçu-de-rondónia (Lepidocolaptes fuscicapillus) é uma ave da subfamília Dendrocolaptinae. A espécie é encontrada na Floresta amazônica, entre os rios Tapajós e Madeira.[carece de fontes?]

## Distribuição ehabitat
Seu habitat natural é de florestas subtropicais ou tropicais úmidas de baixa altitude.[carece de fontes?]
Está distribuído nas florestas úmidas, principalmente no sudoeste da Floresta Amazônica, no Brasil entre os rios Madeira e Tapajós, ao sul do rio Amazonas e no norte da Bolívia (Departamento de Beni, Santa Cruz).[carece de fontes?]